# Fuenterrebollo
Fuenterrebollo est une commune de la province de Ségovie dans la communauté autonome de Castille-et-León en Espagne.

## Sites et patrimoine

Musiciens et danseurs à Fuenterrebollo dans les années 1950.
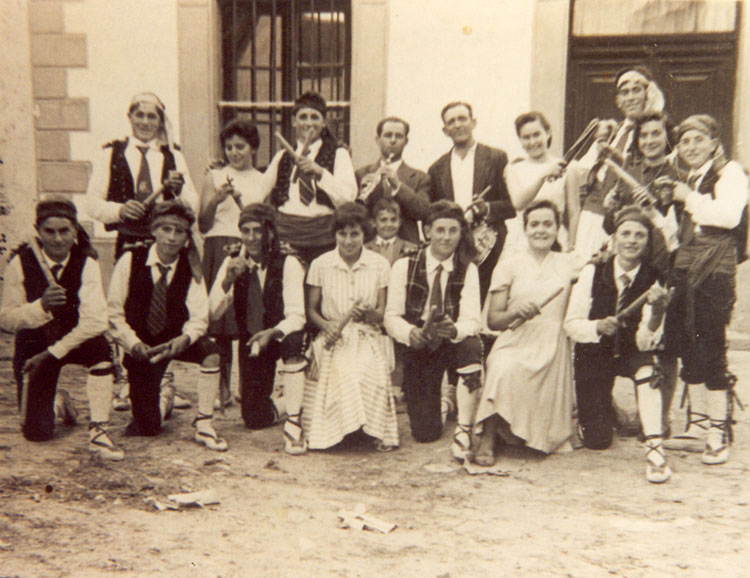
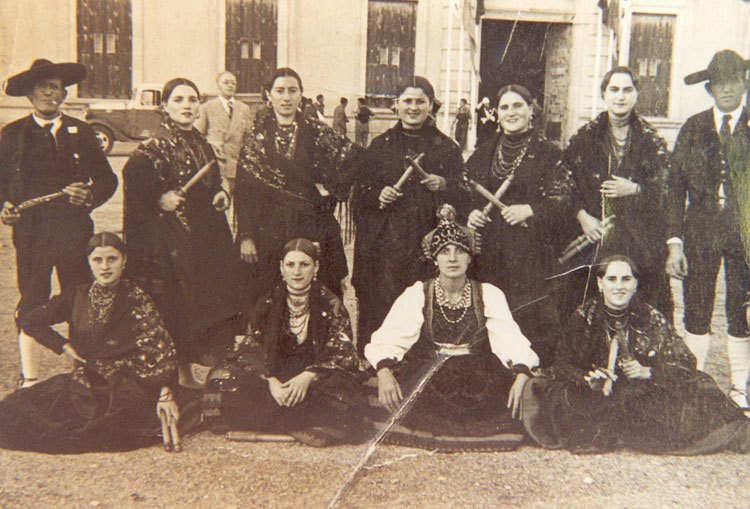